# Avrămești (Lepus község)
Avrămești falu Romániában, Erdélyben, Fehér megyében.

## Fekvése
Lepus (Arieşeni) közelében fekvő település.

## Története
Avrămeşti korábban Lepus része volt. 1956 körül vált külön 76 lakossal.
1966-ban 66, 1977-ben 77, 1992-ben 56, 2002-ben pedig 50 román lakosa volt.